# マテウス・ドロジンスキー
マテウス・ドロジンスキー（Mateusz Doroźyński、1993年）はポーランド生まれの画家、デザイナー。アートフェア東京2021では多くの人から注目されたポップで可愛らしい作品が特徴の作家。ミニアチュールシリーズ

## 略歴
1993年生まれ。
2015年にPolsko-Japońska Akademia Technik Komputerowychのグラフィック科を卒業。
卒業後アーティストとして活動を開始。
2017年よりデザイン制作と共にヨーロッパや日本の企業の依頼を受けデザインアートワークを提供。
2019年より香港のアートフェア 、アメリカのアートフェアなどにも参加し、近年では東京アートフェアにて展示。